# Markus Schairer
Markus Schairer (ur. 4 lipca 1987 w Bludenz) – austriacki snowboardzista specjalizujący się w snowcrossie, dwukrotny medalista mistrzostw świata.

## Kariera
Po raz pierwszy na arenie międzynarodowej pojawił się 21 grudnia 2002 roku w Haus im Ennstal, gdzie w zawodach juniorskich zajął 24. miejsce w gigancie równoległym. W 2004 roku wystartował na mistrzostwach świata juniorów w Oberwiesenthal, zdobywając brązowy medal w snowcrossie. Jeszcze trzykrotnie startował w zawodach tego cyklu, najlepszy wynik odnosząc podczas mistrzostw świata juniorów w Bad Gastein w 2007 roku, gdzie był drugi w snowcrossie, a w slalomie równoległym zdobył brązowy medal.
W Pucharze Świata zadebiutował 17 października 2004 roku w Sölden, gdzie zajął 49. miejsce w gigancie równoległym. Na podium zawodów pucharowych po raz pierwszy stanął 20 grudnia 2008 roku w Arosie, kończąc rywalizację na drugiej pozycji. W zawodach tych rozdzielił Setha Wescotta z USA i Niemca Davida Speisera. Najlepsze wyniki osiągnął w sezonie 2008/2009, kiedy to zajął drugie miejsce w klasyfikacji generalnej, a w klasyfikacji snowboardcrossu zdobył Małą Kryształową Kulę. Był też między innymi drugi w klasyfikacji snowboardcrossu w sezonie 2012/2013.
Jego największym sukcesem jest złoty medal zdobyty na mistrzostwach świata w Gangwon w 2009 roku. Wyprzedził tam bezpośrednio Francuza Xaviera de Le Rue i Nicka Baumgartnera z USA. Posiada również srebrny medal wywalczony na mistrzostwach świata w Stoneham cztery lata później, gdzie lepszy był tylko Alex Pullin z Australii. W 2010 roku wystartował na igrzyskach olimpijskich w Vancouver, gdzie zajął 23. miejsce. Brał też udział w igrzyskach w Soczi w 2014 roku, gdzie zajął ostatecznie 33. miejsce.

## Osiągnięcia

### Igrzyska olimpijskie
| Miejsce | Dzień     | Rok  | Miejscowość | Konkurencja    | Zwycięzca       |
| ------- | --------- | ---- | ----------- | -------------- | --------------- |
| 23.     | 15 lutego | 2010 | Vancouver   | Snowboardcross | Seth Wescott    |
| 33.     | 18 lutego | 2014 | Soczi       | Snowboardcross | Pierre Vaultier |

### Mistrzostwa świata
| Miejsce | Dzień       | Rok  | Miejscowość   | Konkurencja    | Zwycięzca        |
| ------- | ----------- | ---- | ------------- | -------------- | ---------------- |
| 7.      | 14 stycznia | 2007 | Arosa         | Snowboardcross | Xavier de Le Rue |
| 1.      | 18 stycznia | 2009 | Gangwon       | Snowboardcross | -                |
| 9.      | 18 stycznia | 2011 | La Molina     | Snowboardcross | Alex Pullin      |
| 2.      | 26 stycznia | 2013 | Stoneham      | Snowboardcross | Alex Pullin      |
| 32.     | 16 stycznia | 2015 | Kreischberg   | Snowboardcross | Luca Matteotti   |
| 8.      | 12 marca    | 2017 | Sierra Nevada | Snowboardcross | Pierre Vaultier  |

### Puchar Świata

#### Miejsca w klasyfikacji generalnej
- sezon 2004/2005: 47.
- sezon 2005/2006: 141.
- sezon 2006/2007: 51.
- sezon 2007/2008: 102.
- sezon 2008/2009: 2.
- sezon 2009/2010: 26.
  - SBX[1]
- sezon 2010/2011: 5.
- sezon 2011/2012: 8.
- sezon 2012/2013: 2.
- sezon 2013/2014: 17.
- sezon 2014/2015: 19
- sezon 2015/2016: 14.
- sezon 2016/2017: 13.
- sezon 2017/2018:

#### Zwycięstwa w Pucharze Świata
1. Cypress – 13 lutego 2009 (snowcross)
2. Stoneham – 19 lutego 2009 (snowcross)
3. La Molina – 13 marca 2009 (snowcross)
4. Montafon – 7 grudnia 2013 (snowcross)

#### Pozostałe miejsca na podium
1. Arosa – 20 grudnia 2008 (snowcross) - 2. miejsce
2. Bad Gastein – 11 stycznia 2009 (snowcross) - 2. miejsce
3. Veysonnaz – 22 stycznia 2012 (snowcross) - 2. miejsce
4. Montafon – 7 grudnia 2012 (snowcross) - 2. miejsce
5. Soczi – 17 lutego 2013 (snowcross) - 3. miejsce
6. Sierra Nevada – 21 marca 2013 (snowcross) - 2. miejsce
7. Montafon – 12 grudnia 2015 (snowcross) - 2. miejsce
8. Montafon – 16 grudnia 2017 (snowcross) - 3. miejsce

- W sumie (4 zwycięstwa, 6 drugich i 2 trzecie miejsce).